# مايك بانتوم
مايك بانتوم (بالإنجليزية: Mike Bantom)‏ مواليد 3 ديسمبر 1951 في فيلادلفيا، هو لاعب كرة سلة أمريكي سابق بدأ مسيرته الاحترافية في سنة 1973 ويحمل الرقم 40, 42. يبلغ طوله 6 قدم 9 بوصة (2.1 م). اعتزل اللعب في 1989.

## فرق لعب لها
- فينيكس صنز
- بروكلين نتس
- إنديانا بايسرز
- فيلادلفيا سفنتي سيكسرز
- فيرتوس روما

## الميداليات
| الميدالية | المسابقة                       |
| --------- | ------------------------------ |
| فضية      | الألعاب الأولمبية الصيفية 1972 |

## روابط خارجية
- مايك بانتوم على موقع الاتحاد الدولي لكرة السلة (الإنجليزية)
- مايك بانتوم على موقع إن بي أي (الإنجليزية)
- مايك بانتوم على موقع سبورتس رفرنس (الإنجليزية)
- مايك بانتوم على موقع كلية كرة السلة في سبورتس رفرنس.كوم (الإنجليزية)
- مايك بانتوم على موقع ريلجم (الإنجليزية)
- مايك بانتوم على موقع بروبوليرز (الإنجليزية)
- مايك بانتوم على موقع سبورتس رفرنس (الإنجليزية)
- مايك بانتوم على موقع أوليمبيديا (الإنجليزية)